# Bredemeyera brevifolia
Bredemeyera brevifolia är en jungfrulinsväxtart som först beskrevs av George Bentham, och fick sitt nu gällande namn av Kl. och Alfred William Bennett. Bredemeyera brevifolia ingår i släktet Bredemeyera och familjen jungfrulinsväxter. Inga underarter finns listade i Catalogue of Life.